# Pierre Lacoste
Pierre Lacoste (París, 23 de enero de 1924-ibídem, 13 de enero de 2020) fue un almirante, oficial de marina y alto funcionario francés. Jefe del gabinete militar del primer ministro francés Raymond Barre, así como director general de la seguridad exterior entre 1982 y 1985.

## Biografía
Ingresó en la École Navale en 1940, se graduó en 1942 como Alférez de Navío en la XVII promoción. Se unió a France libre y durante la Segunda Guerra Mundial se integró en la Marina Nacional en el norte de África en 1944. Tras participar en la guerra de Indochina formando parte de la Marina Nacional estuvo al mando de varios buques y fue director de la École Supérieure de Guerre Navale (Escuela Superior de Guerra Naval). En 1962, siendo contra-almirante, fue profesor de esta alta escuela.
Tras su paso por varios ministerios, entre los años 1980 y 1985 fue director general de Seguridad Exterior (DGSE), se encargó de la gestión del control de la Escuadra del Mediterráneo en 1981. Saltó a la fama tras ser cesado como jefe de espionaje, junto al titular de defensa Charles Hernu, por el ministro Laurent Fabius del gobierno de François Mitterrand tras el caso Rainbow Warrior.
En el año 2005, estructuró la profesión de inteligencia económica en Francia. Al año siguiente fue elegido presidente de la Federación de los profesionales de la inteligencia económica.
Falleció en una residencia de París el 13 de enero de 2020 a los noventa y cinco años.

## El caso Rainbow Warrior
El caso Rainbow Warrior o Asunto Greenpeace, hace referencia al buque de Greenpeace fue hundido el 10 de julio de 1985 en Nueva Zelanda con el fin de dificultar y sabotear las pruebas nucleares que Francia tenía previsto realizar en esa fecha en aguas del Pacífico, por el que Lacoste fue destituido de su cargo.
Veinte años después del suceso, en 2005, Lacoste realizó unas declaraciones en las que afirmó que fue el propio Mitterrand quien autorizó la operación contra el buque insignia Rainbow Warrior. La información fue publicada por Le Monde el 9 de julio de 2005 mediante unas notas manuscritas del propio Lacoste fechadas el 8 de abril de 1986. En dichas notas Lacoste describió una entrevista que mantuvo con el presidente Mitterrand el 15 de mayo de 1985, para exponerle las conversaciones con Hernu sobre el proyecto para sabotear el Rainbow Warrior.
El atentado fue llevado a cabo el 10 de julio de 1985 por tres grupos de agentes encubiertos de la DGSE, en el puerto de Auckland en una acción de protesta contra las pruebas nucleares en la Polinesia francesa. Se suponía que el buque estaba vacío, sin embargo tras una primera detonación, el periodista portugués Fernando Pereira subió a bordo del buque para recoger su equipo fotográfico, momento en el que se produjo la segunda explosión, falleció ahogado.
El hundimiento del Raimbow Warrior causó una importante controversia internacional y un conflicto entre Nueva Zelanda y Francia. Las consecuencias del hundimiento del buque provocaron la detención de los dos agentes de la DGSE que fueron condenados a diez años de prisión en Nueva Zelanda; la destitución de Pierre Lacoste, responsable del servicio de espionaje francés, y la dimisión del ministro de Defensa Charles Hernu, hombre clave de Mitterrand.
El conflicto entre Francia y Nueva Zelanda quedó cerrado tras cuatro negociaciones en las que se acordó un pago a la familia, por parte del gobierno francés, de 2.3 millones de francos como indemnización por el fallecimiento de Fernando Pereira y 7 millones de francos al gobierno de Nueva Zelanda. Las pruebas nucleares de Francia cesaron en el año 1996.

## Distinciones
- Gran Oficial de la Legión de Honor
- Gran Cruz de Orden Nacional del Mérito (Francia)
- Miembro titular de la Academia de marina